# N437 (België)
De N437 is een gewestweg in België in tussen Hansbeke (N461) en Waregem (N357). Een paar kleine gedeeltes in de route hebben respectievelijk de wegnummers N437a, N437c en N437b.
De weg heeft een lengte van ongeveer 32 kilometer. De gehele weg bestaat uit twee rijstroken voor beide rijrichtingen samen, op een klein stukje in Waregem na dat eenrichtingsverkeer is.

## Plaatsen langs de N437
- Hansbeke
- Nevele
- Vosselare
- Sint-Martens-Leerne
- Deurle
- Nazareth
- Lozer
- Kruishoutem
- Waregem

## N437a
De N437a is een 700 meter lange verlenging van de N437 bij Hansbeke. De weg route ligt op de Nevelestraat tussen de N461 bij het treinstation Hansbeke en de kruising met de Rostraat. De weg bestaat uit twee rijstroken voor beide rijrichtingen samen.

## N437b
De N437b is een 1,2 kilometer lange verbindingsweg in de plaats Nevele en Vosselare. De weg loopt dwars door het centrum van Nevele heen. Dit was de oude route van de N437. De huidige route van de N437b is alleen nog in zijn geheel te begaan door voetgangers en fietsers. Dit doordat de Camille van der Cruyssenstraat een doodlopende straat geworden is en alleen fietsers en voetgangers hier het fietspad langs de N437 op kunnen. Ook de brug over de rivier de Schelde is alleen toegankelijk voor fietsers en voetgangers.
De route van de N437b gaat via de Camille van der Cruyssenstraat, Kortemunt, Langemunt en een stukje Damstraat. De Damstraat wordt ook aangeduid als N437 vanwege dat de huidige N437 hier over heen gaat. Officieel is de N437b volgens de kilometerpaaltjes dan ook iets langer dan 2 kilometer.

## N437c
De N437c is een stukje weg dat onderdeel is van de N437 in Vosselare. Het stukje betreft ongeveer 180 meter en gaat over de Landegemstraat tussen de kruising met de Biebuyckstraat en Langemunt.